# Segundo Olmedo
Segundo Olmedo (Barrio Colón, Panamá Oeste, 20 de abril de 1948-15 de abril de 2024) fue un exluchador panameño que compitió en los Juegos Olímpicos de 1972 y en los Juegos Olímpicos  de 1976. 

## Biografía
En los Juegos Panamericanos de 1975 finalizó tercero en la categoría grecorromana de 74 kg y quedó sexto en la categoría estilo libre de 68 kg. En los Juegos Panamericanos de 1979 finalizó quinto en la categoría de estilo libre de 68 kg. Fue eliminado en las eliminatorias de los Juegos Olímpicos de Múnich 1972 y los Juegos Olímpicos de Montreal 1976. Medallista de bronce de los Juegos Panamericanos de 1971 y los Juegos Panamericanos de 1975. Ganó tres medallas de plata en los Juegos Centroamericanos y del Caribe, en los XI Juegos Centroamericanos y del Caribe, en los XII Juegos Centroamericanos y del Caribe y en los XIII Juegos Centroamericanos y del Caribe. Tres veces medallista de los Juegos Bolivarianos, oro en los Juegos Bolivarianos de 1977 y dos de plata en los Juegos Bolivarianos de 1970 y en los Juegos Bolivarianos de 1973. Ganó la medalla de oro en los Juegos Centroamericanos en 1973.
Falleció el 15 de abril de 2024.